# Gruvolyckan i Courrières

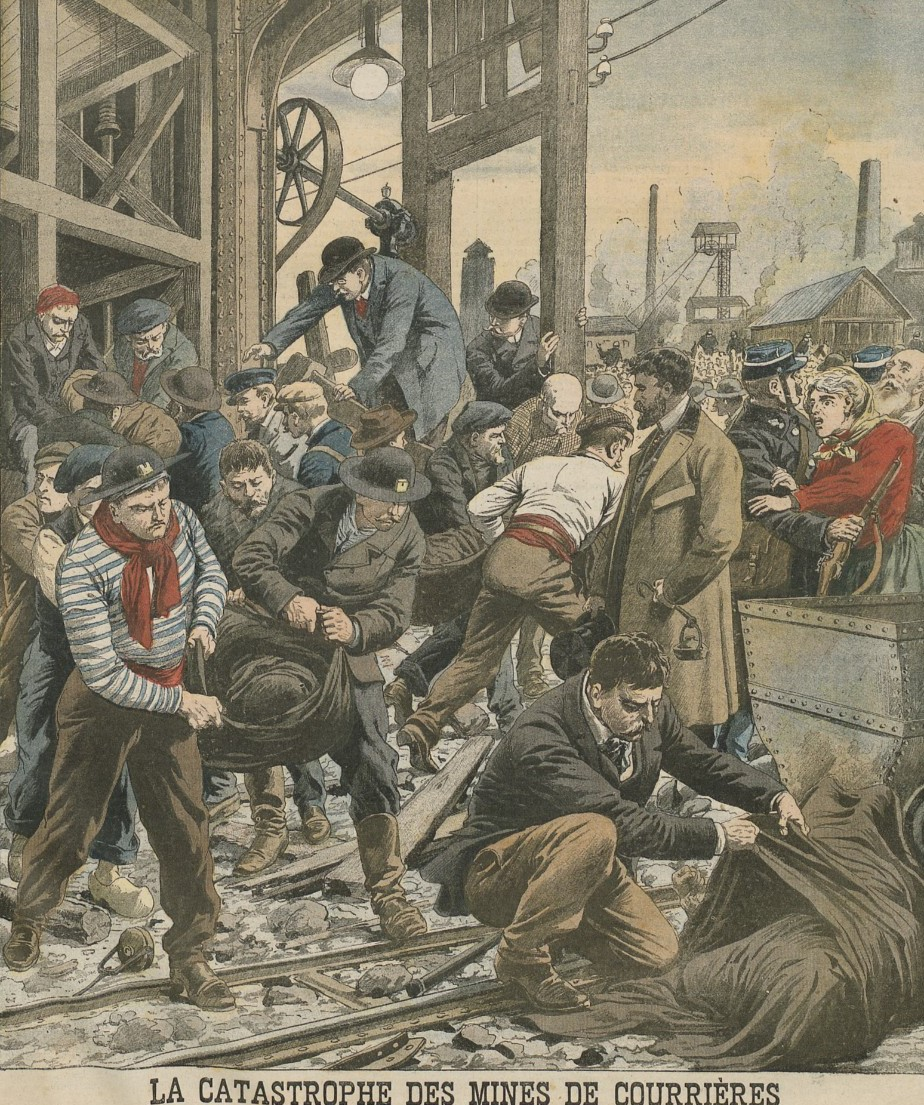
Illustration av gruvolyckan i Le Petit Journal.

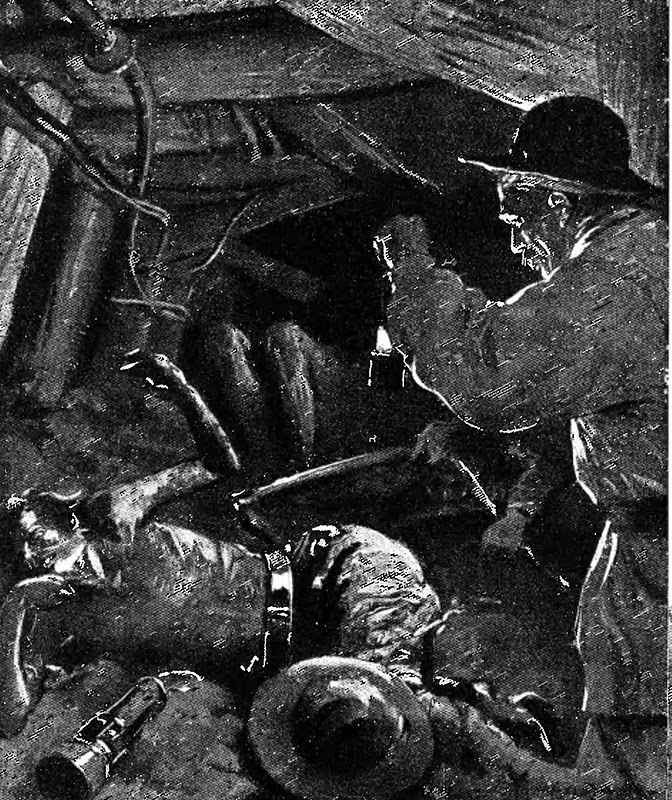
Illustration i tidningen Niva.

Gruvolyckan i Courrières inträffade den 10 mars 1906 i gruvan i Courrières i departementet Pas-de-Calais i norra Frankrike. Det är den värsta gruvolyckan i Europas historia, då den krävde 1 099 gruvarbetares liv, varav många var barn, och den näst värsta i världshistorien, endast överträffad av gruvolyckan i Benxihu i Kina den 26 april 1942, som krävde 1 549 dödsoffer. En dammexplosion, vars orsak inte är fastställd, ödelade den kolgruva, som drevs av företaget Compagnie des mines de houille de Courrières (grundat 1852) mellan byarna Méricourt (404 dödsoffer), Sallaumines (304 dödsoffer), Billy-Montigny (114 dödsoffer) och Noyelles-sous-Lens (102 dödsoffer), ungefär 2 kilometer öster om Lens i departementet Pas-de-Calais (omkring 22 mil norr om Paris).
En stor explosion hördes strax efter klockan halv sju på morgonen lördagen den 10 mars 1906. En hiss vid schakt 3 slungades upp till ytan och skadade en lave. Fönster och tak krossades vid schakt 4 och en hiss, som hissades upp från schakt 2 var full av döda eller avsvimmade arbetare.

## Utlösande orsak
Det anses allmänt att det stora flertalet dödsoffer och förödelsen orsakades av en koldammsexplosion, som svepte genom gruvan. Det har dock aldrig fastställts vad som fick koldammet att antändas. Två hypoteser har dock framlagts:
- En olycka i samband med hanterandet av sprängämnen.
- Antändning av metangas av en gruvlykta.

Det finns omständigheter till stöd för båda hypoteserna. Sprängning pågick i det område, som explosionen antogs ha börjat i, efter att de försök man hade gjort föregående dag med att vidga en gruvort hade övergivits, eftersom de inte var framgångsrika. Många arbetare i gruvan använde lyktor med öppna lågor (till skillnad från de dyrare Davylamporna), trots risken för gasexplosioner. Gruvinspektören Monsieur Delafond skrev i sin rapport:
| ” | Den främsta orsaken till katastrofen i Courrières kan inte fastställas med absolut säkerhet. Detta är vanligtvis vad som händer vid katastrofer, där alla vittnen till händelsen är försvunna. | „ |

## Räddningsförsök
Räddningsförsök inleddes snabbt samma morgon som olyckan inträffade, men de försvårades på grund av bristen på utbildade gruvräddare i Frankrike vid denna tid, och av katastrofens gigantiska proportioner: åtminstone två tredjedelar av arbetarna i gruvan vid tiden för explosionen hade förolyckats och många överlevande var rökskadade. Experter från Paris och Tyskland anlände den 12 mars. De första begravningarna hölls den 13 mars under en för årstiden oväntad snöstorm, varvid 15 000 personer närvarade. Begravningarna kanaliserade den ilska, som gruvsamhället kände mot gruvföretagen och de första strejkerna i Courrièresområdet började nästa dag. De spreds snabbt till andra områden i Pas-de-Calais och Nord.
Att räddningsarbetet gick långsamt ökade på spänningen mellan gruvsamhället och företaget. 1 april hade endast 194 kroppar förts upp till ytan. Det gick många rykten och anklagelser om att Compagnie des mines de Courrières avsiktligt fördröjde öppnandet av igenfyllda schakt, för att inte riskera kolbränder (och alltså rädda kolådrorna); senare studier har visat, att sådana rykten var överdrivna. Gruvan var ovanligt komplex för sin tid, då de olika lavarna var sammanbundna av underjordiska orter i flera nivåer. Detta komplexa system var tänkt att hjälpa räddningsarbetare i händelse av en olycka – det underlättade otvetydigt för kolet att föras upp till ytan – men faktum är att det bidrog till den stora förlusten av människoliv, genom att dammexplosionerna då kunde färdas längre, och sedan ökades på av de rasmassor, som räddningsarbetarna var tvungna att forsla bort. Omkring 110 kilometer tunnlar tros ha blivit berörda av explosionen. Gérard Dumont från Centre historique minier de Lewarde har påvisat att de ritningar som fanns över gruvan vid tiden för explosionen var svåra att tolka; vissa av dem mätte orternas djup i förhållande till markytan, andra i förhållande till havsnivån.

## Överlevande
Omkring 600 arbetare nådde ytan under timmarna efter explosionen. Många av dem var allvarligt brända och/eller rökskadade.
En grupp på tretton överlevande, som sedermera fick namnet Les rescapés, hittades av räddningsarbetarna den 30 mars, 20 dagar efter olyckan. De hade först överlevt genom att äta av offrens lunchlådor, senare genom att slakta en av gruvhästarna. De två äldsta (39 och 40 år gamla) tilldelades Hederslegionen och de övriga elva (inklusive tre, som var yngre än 18 år) tilldelades Guldmedaljen för mod. En sista överlevande hittades den 4 april.

## Allmänhetens reaktioner
Katastrofen i Courrièresgruvan var en av de första i Frankrike, som rapporterades i stor skala av dåtidens medier. Den franska lagen om pressfrihet från 1881 hade lagt grunden för (relativ) pressfrihet och Lille (regionhuvudstaden knappt fyra mil från gruvområdet) hade åtminstone fem dagstidningar, vars journalister kämpade om nyheter från gruvan. Fotografier kunde vid denna tid inte publiceras i tidningar av tekniska skäl, men spreds i stora upplagor som vykort; varje fransk medborgare skickade i snitt 15 vykort 1906. Ett vykort på de tretton rescapés fanns tillgängligt nio dagar efter att de hade blivit räddade.
De första insamlingarna till stöd för offren och deras familjer inleddes redan dagen efter olyckan av dagstidningen Le Réveil du Nord i Lille. I tidningen L'Humanité skrev den socialistiske och pacifistiske journalisten Jean Jaurès:

Det är ett rop på social rättvisa som kommer till nationens representanter från djupet av de brinnande gruvorna. Det är arbetets hårda och lidande öde, som än en gång manifesteras inför alla. Och vore politisk handling någonting annat än ambitionernas och fåfängans olyckliga spel om den inte själv föreslog arbetarnas befrielse och organiseringen av ett bättre liv för de som arbetar?
Sådana upprop blev vida spridda och hjälptes av särskilda vykortssamlingar med bilder av olyckan. De olika insamlingarna ersattes så småningom av en officiell hjälpkassa – tillkommen genom en lag, som trädde i kraft endast fyra dagar efter olyckan – och totalt 750 000 franc samlades in; detta vid en tid när dagslönen för en gruvarbetare (som var ett välbetalt jobb jämfört med annat kroppsarbete) var mindre än sex franc. Över hälften av totalsumman donerades av Compagnie des mines de houille de Courrières och av Comité central des houillières de France (Franska kolgruvarbetares centralkommitté, en fackförening).
Den 18 mars utlystes en strejk, som snabbt spred sig i hela regionen. Inrikesminister Georges Clemenceau besökte regionen två gånger, men "inga löften hölls" enligt L'Humanité.